# 540

## Esdeveniments
- Convocatòria del Concili de Barcelona, en què assisteixen els bisbes de Barcelona, Girona, Empúries, Lleida, Saragossa i Tortosa.
- El general romà d'Orient Belisari venç i derroca Vitigès, rei dels ostrogots.[1]